# Tipula (Schummelia) dravidiana
Tipula (Schummelia) dravidiana is een tweevleugelige uit de familie langpootmuggen (Tipulidae). De soort komt voor in het Oriëntaals gebied.